# Hoben (Flammersfeld)
Hoben ist ein Ortsteil der Ortsgemeinde Flammersfeld im Landkreis Altenkirchen (Westerwald) in Rheinland-Pfalz.

## Geographie
Die Ortsgemeinde Flammersfeld liegt im Westerwald zwischen Altenkirchen und Willroth.
Hoben ist neben Ahlbach einer von zwei Ortsteilen von Flammersfeld, der Ort ist mit Flammersfeld zusammengewachsen.